# Brian Gubby
Brian Gubby (Epsom, Surrey, Inglaterra, 17 de abril de 1934) foi um automobilista britânico nascido na Inglaterra que participou do Grande Prêmio da Grã-Bretanha de 1965 de Fórmula 1 e de outras corridas não oficiais.